# Gy (Alto Saona)
 Gy  es una comuna y población de Francia, en la región de Franco Condado, departamento de Alto Saona, en el distrito de Vesoul. Es la cabecera y mayor población del cantón de su nombre.
Su población en el censo de 1999 era de 1.018 habitantes.
Está integrada en la Communauté de communes des Monts de Gy, de la cual es la mayor población.

## Demografía
| 1207 | 1095 | 987 | 936 | 966 | 950 | 943 | 1018 |
| Para los censos de 1962 a 1999 la población legal corresponde a la población sin duplicidades (Fuente: INSEE [Consultar]) |      |     |     |     |     |     |      |

- Datos: Q834644
- Multimedia: Gy (Haute-Saône) / Q834644

1. ↑  Worldpostalcodes.org, código postal n.º 70700.
2. ↑  INSEE, Datos de población para el año 2012 de Gy (en francés).